# Suka Merindu (Lubai)
Suka Merindu is een bestuurslaag in het regentschap Muara Enim van de provincie Zuid-Sumatra, Indonesië. Suka Merindu telt 2529 inwoners (volkstelling 2010).